# Foghorn Leghorn
Foghorn Leghorn este un personaj fictiv care apare în seriile Looney Tunes și Merrie Melodies. A fost creat de Robert McKimson. Acesta a apărut în 29 de desene animate între 1946 și 1964 în era de aur a animației americane. Toate cele 29 de desene au fost regizate de McKimson.
Foghorn Leghorn este un cocoș alb și matur, ce a apărut pentru prima oară în "Walky Talky Hawky". Regizat numai de Robert McKimson, Foghorn Leghorn a luptat cu Taz pentru cel mai popular personaj asociat cu regizorul. 
Foghorn Leghorn a fost interpretat de Mel Blanc.

## Apariții
1. McKimson:
  - Walky Talky Hawky (1946)
  - Crowing Pains (1947)
  - The Foghorn Leghorn (1948)
  - Henhouse Henery (1949)
  - The Leghorn Blows at Midnight (1950)
  - A Fractured Leghorn (1950)
  - Leghorn Swoggled (1951)
  - Lovelorn Leghorn (1951)
  - Sock-a-Doodle-Do (1952)
  - The Egg-Cited Rooster (1952)
  - Plop Goes the Weasel (1953)
  - Of Rice and Hen (1953)
  - Little Boy Boo (1954)
  - Feather Dusted (1955)
  - All Fowled Up (1955)
  - Weasel Stop (1956)
  - The High and the Flighty (cameo, cu Daffy Duck) [1956]
  - Raw! Raw! Rooster! (1956)
  - Fox Terror (1957)
  - Feather Bluster (1958)
  - Weasel While You Work (1958)
  - A Broken Leghorn (1959)
  - Crockett-Doodle-Do (1960)
  - The Dixie Fryer (1960)
  - Strangled Eggs (1961)
  - The Slick Chick (1962)
  - Mother Was a Rooster (1962)
  - Banty Raids (1963)
  - False Hare (cameo, cu Bugs Bunny) [1964]
2. Amestecate:
  - Daffy Duck and Porky Pig Meet the Groovie Goolies (1972)
  - Bugs Bunny's Christmas Carol (1979)
  - The Yolk's on You (cameo, ca parte a lui Daffy Duck's Easter Egg-Citement) [1980]
  - Who Framed Roger Rabbit [1988, Cameo]
  - Superior Duck (cameo, 1996), jucat de Frank Gorshin
  - Space Jam (1996), jucat de Bill Farmer
  - Pullet Surprise (1997), jucat de Frank Gorshin
  - Tweety's High-Flying Adventure (2000), jucat de Jeff Bennett
  - Looney Tunes: Back in Action (2003), jucat de Jeff Bennett
  - Cock-A-Doodle Duel (2004), jucat de Jeff Bennett
  - GEICO-Foghorn Leghorn (2011), jucat de Jeff Bennett

## În alte medii
- Foghorn Leghorn a fost mascota reclamelor "Kentucky Fried Chicken", interpretat de Joe Alaskey.
- Jon Stewart a comparat pe Fred Thompson cu Foghorn Leghorn, în timpul Convenției Republicane din 2008.
- Ca și Elmer Fudd, Foghorn Leghorn a apărut într-o reclamă GEICO din 2011.
- El a fost într-un film al lui Eminem pentru cântecul "Role Model".
- El a fost văzut într-un episod din "Family Guy", unde i-a explodat capul și a spus: "I sure wouldn't wanna be that guy" (Chiar nu mi-aș dori să fiu ca tipul ăla).